# Cantone di Varennes-Vauzelles
Il Cantone di Varennes-Vauzelles è una divisione amministrativa dell'Arrondissement di Nevers.
È stato costituito a seguito della riforma approvata con decreto del 18 febbraio 2014, che ha avuto attuazione dopo le elezioni dipartimentali del 2015.

## Composizione
Comprende i seguenti 3 comuni:
- Parigny-les-Vaux
- Pougues-les-Eaux
- Varennes-Vauzelles